# Фельгайм
Фельгайм (нім. Fellheim) — громада в Німеччині, знаходиться в землі Баварія. Підпорядковується адміністративному округу Швабія. Входить до складу району Унтеральгой. Складова частина об'єднання громад Бос.
Площа — 5,08 км2. Населення становить 1132 ос. (станом на 31 грудня 2020).